# Edward Rutherfurd
Edward Rutherfurd es el seudónimo de Francis Edward Wintle, autor de una serie de novelas históricas cuya trama se desarrolla a lo largo del tiempo en un lugar concreto, desde los primeros tiempos del asentamiento humano en ese lugar hasta nuestros días. En estas novelas mezcla personajes y familias ficticias con gente real y sucesos históricos conocidos.
El pionero de este tipo de novela histórica fue James A. Michener.
Edward Rutherfurd nació en Salisbury en 1948. Se diplomó en historia y literatura en la Universidad de Cambridge. Después se trasladó a la Universidad de Stanford, en California. A comienzos de los 90 se asentó cerca de Dublín, donde vive actualmente. Tiene dos hijos.